# Mine de charbon Faschivska
La mine de charbon Faschivska (ukrainien : Шахта « Фащівська ») est une grande mine de charbon située dans le sud-est de l'Ukraine, dans l'oblast de Louhansk. Faschevskaya représente l'une des plus grandes réserves de charbon de l'Ukraine et on estime ses réserves à 12,9 millions de tonnes. La production annuelle de charbon est d'environ 285 000 tonnes.